# Хиперпигментација
Хиперпигментација је дерматолошко стање које се може уочити код свих типова коже. Најчешће је изражено код особа са тамније обојеном кожом. Свака инфламација или повреда коже може готово одмах бити праћена променом пигментације, хипер- или хипопигментацијом. 
Поремећаји пигментације спадају у пет најчешћих поремећаја/проблема са кожом код неколико етничких група, Црнаца, Арапа, Јужних Азијата. Третман поремећаја пигментације представља изазов. 

## Од чега зависи боја коже
Боја коже сваког појединца одређена је мешавином четири пигмента:
- оксихемоглобином (црвени)
- редукованим хемоглобином (плави)
- каротеноидом (жути)
- количином,  типом  и дистрибуцијом меланина (браон) у кожи.

Број меланоцита (специјализованих ћелија у епидермису које производе пигмент меланин) не разликује се међу појединцима исте расе и етничког пореклА. постоје интра-индивидуалне разлике у густини меланоцита на различитим деловима тела (густина меланоцита на длановима и табанима је само 10-20% у односу на друге делове тела). Расне разлике у боји коже су условљене разликама у броју, величини, облику, распореду и деградацији меланозома (органела у којима се пигмент налази).

## Врсте хиперпигментација
Јавља се услед две врсте промена у синтези меланина:
- повећање броја меланоцита у епидермису, које прати последично повећање синтезе меланина, које се назива меланоцитна хипермеланоза (нпр. лентиго)
- повећање синтезе меланина, без повећања у броју меланоцита, меланинска хипермеланоза (нпр. мелазма).

Такође, хиперпигментација коже може да буде последица повећаног садржаја меланина у епидерму (епидермалне хипермеланозе), дерму (дермалне хипермеланозе) или на оба места (мешовите хипермеланозе). Меланин у епидерму даје кожи мрку боју, а меланин у дерму доводи до настанка сиво-шкриљасте боје.
По локализацији и површини коже коју захватају, хиперпигментације се деле на генерализоване и циркумскриптне (јасно ограничене) 
На тржиштима широм света  присутно је на хиљаде природних и синтетских активних супстанци за посветљивање коже. Неке од њих се могу сврстати у козметички активне супстанце, док поједине припадају групи лекова.